# Guatemala Stella Artois Open
El Guatemala Stella Artois Open fue un torneo de golf profesional masculino en el PGA Tour Latinoamérica jugado en el Campo de Golf Fuego Maya en La Reunion Golf Resort en Antigua, Guatemala.

## Historia
El torneo se jugó por primera vez en 2014 como uno de los nuevos eventos introducidos como parte de una expansión de PGA Tour Latinoamérica a 16 eventos para la temporada 2014. El ganador inaugural del evento fue Armando Favela.

## Ganadores
| Año                          | Ganador                      | País                         | Puntaje                      | Margen de victoria           | Segundo(s)                    |
| Guatemala Stella Artois Open | Guatemala Stella Artois Open | Guatemala Stella Artois Open | Guatemala Stella Artois Open | Guatemala Stella Artois Open | Guatemala Stella Artois Open  |
| ---------------------------- | ---------------------------- | ---------------------------- | ---------------------------- | ---------------------------- | ----------------------------- |
| 2018                         | Ben Polland                  | Estados Unidos               | 268 (−20)                    | 4 golpes                     | Skyler Finnell Matt Gilchrest |
| 2017                         | Cristián Espinoza            | Chile                        | 62 (−10)                     | 3 golpes                     | Danny Balin                   |
| 2016                         | John Young Kim               | Estados Unidos               | 273 (−15)                    | 2 golpes                     | Corey Conners Puma Domínguez  |
| 2015                         | Danny Balin                  | Estados Unidos               | 201 (−15)                    | 4 golpes                     | Eric Dugas                    |
| Stella Artois Open           |                              |                              |                              |                              |                               |
| 2014                         | Armando Favela               | México                       | 274 (−14)                    | 1 trazo                      | Nelson Ledesma                |